# Miele di datteri

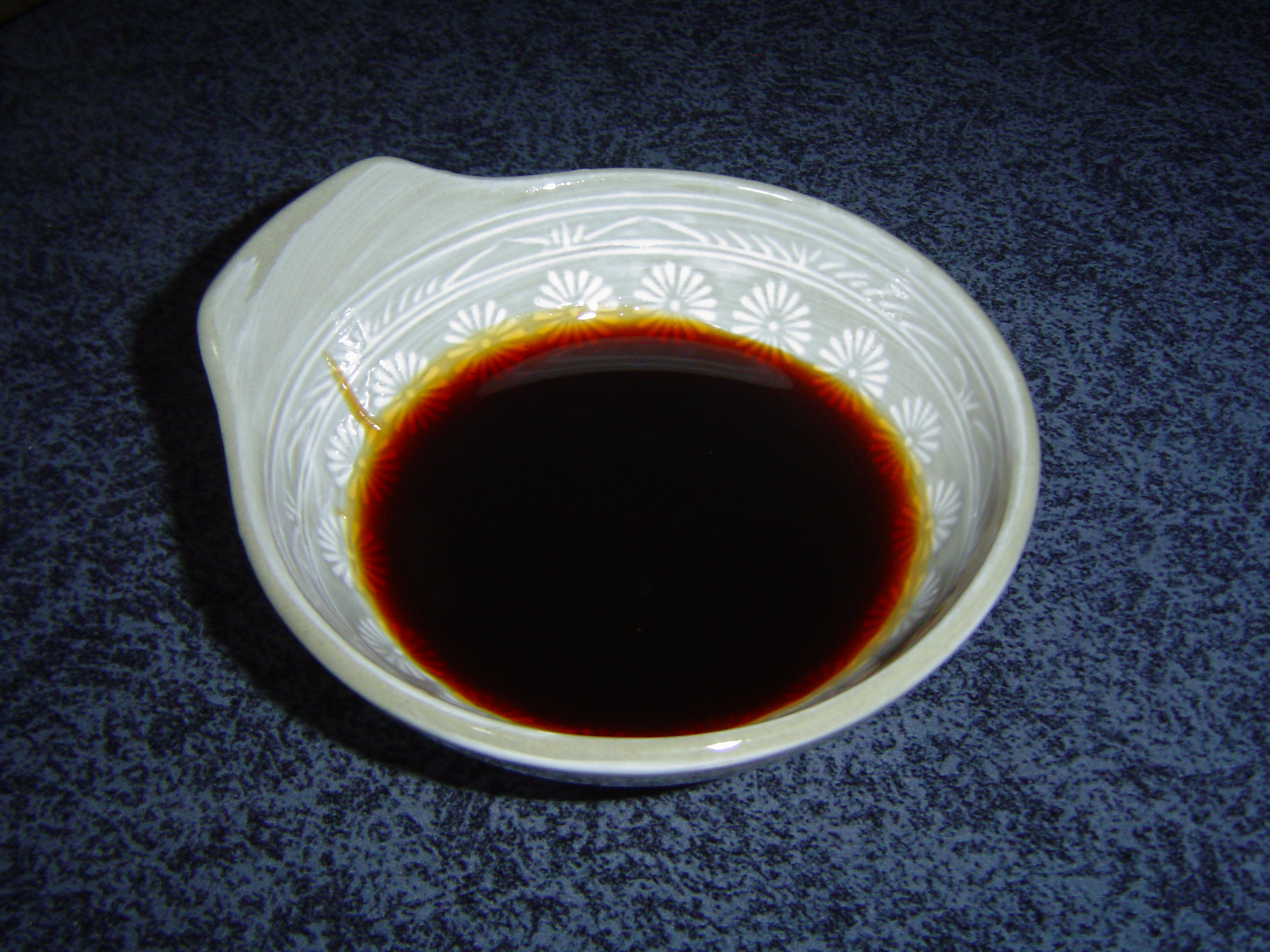

Il miele di datteri o sciroppo di datteri è uno sciroppo a base di datteri.

## Caratteristiche
Il miele di datteri è ricco di monosacchiridi come il glucosio e il fruttosio, pertanto la maggior parte del suo contenuto di zucchero viene assorbita nel flusso sanguigno in bocca, il che significa che aumenta i livelli di glucosio nel sangue in modo più efficiente e immediato rispetto ad altri sciroppi. Lo sciroppo di datteri ha un maggiore contenuto di magnesio e potassio rispetto ad alcuni dolcificanti naturali come lo sciroppo d'acero e il miele ed è stato reputato una valida alternativa allo zucchero.

## Diffusione
Il miele di datteri è popolare in diverse aree del globo. In Israele, ove prende il nome di silan, viene usato per insaporire il pane, i dolci e altri alimenti fra cui il muhallebi e un rotolo di pollo con sesamo o noci dal sapore dolce facente parte dei meze e che viene cucinato nelle aree meridionali e orientali del Paese. In Iran, lo sciroppo di dattero (e a volte d'uva) viene utilizzato per addolcire la tahina e consumato a colazione. Il miele di datteri è anche usato nella cucina nordafricana, in quella mediorientale e in quella libica, dove serve a condire l'asida.